# ویلیام دمبسکی
ویلیام دمبسکی (انگلیسی: William A. Dembski؛ زادهٔ ۱۸ ژوئیهٔ ۱۹۶۰) ریاضی‌دان، متخصص الهیات، دانشمند رایانه، نویسنده، و فیلسوف اهل ایالات متحده آمریکا است.